# ريتشارد هيل (لاعب اتحاد الرغبي)
ريتشارد هيل (بالإنجليزية: Richard Hill)‏ هو لاعب اتحاد الرغبي بريطاني، ولد في 4 مايو 1961 في برمنغهام في المملكة المتحدة.

## وصلات خارجية
- ريتشارد هيل عل موقع إسبنسكروم (الإنجليزية)